# CNN+
CNN+ (lido CNN Plus) foi um canal de televisão temático espanhol dedicado à informação. Foi lançado no dia 27 de Janeiro de 1999 e finalizou as suas emissões no dia 28 de Dezembro de 2010 às 23:59, sendo imediatamente substituído pelo canal Gran Hermano 24 Horas, que actualmente ocupa a sua frequência na TDT. O canal era produzido pela Compañía Independiente de Noticias de Televisión (CINTV), uma empresa participada em 50% pela companhia espanhola Prisa TV e em 50% pela empresa estadounidense Turner Broadcasting Group-Time Warner (proprietária da CNN). O seu slogan era Está pasando, lo estás viendo ("Está a acontecer, estás a vê-lo").
Desde a sua aparição na TDT, em 2008, partilhou estrutura e redacção com os informativos do canal generalista espanhol Cuatro, Noticias Cuatro. Em 2009 integrou a sua página oficial, cnnplus.com, com a página oficial da Noticias Cuatro. Além disso, o programa mais importante dessa página, o Informativo en la Red, passou a ter uma única edição e a ser apresentado por apresentadores de um ou outro canal indistintamente.
Os seus estúdios encontravam-se no edifício da Prisa TV situado na localidade madrilena de Tres Cantos.
Podia ver-se através da plataforma de televisão paga via satélite Digital+ e também gratuitamente através da Televisão Digital Terrestre e para o resto do mundo via Internet.

## Tempo de Emissão
O contrato com a CNN, que permitia a utilização do nome CNN+, caducou em janeiro de 2009, mas manteve-se prorrogado temporariamente até ao fim das emissões, a 28 de dezembro de 2010.
De 1 de janeiro de 2009 até o fim das emissões, o canal retransmitiu o Sorteio da ONCE bem como microreportagens sobre o trabalho social desta organização de ajuda às pessoas com deficiência.
Para assentar espectadores antes do apagão analógico (2 de abril de 2010), a CNN+ estreou uma nova programação no primeiro trimestre de 2010.
Na quinta-feira 14 de Janeiro de 2010 estreou-se o magazine Matinal Cuatro/CNN+ (das 7:00h às 9:30h) em emissão simultânea com a Cuatro. Na segunda-feira, dia 8 de Fevereiro de 2010 estreou-se o novo magazine nocturno Hoy (das 22:00h às 00:00h). Na segunda-feira, dia 1 de Março de 2010 estreou-se o magazine vespertino Cara a cara: La Tarde en Directo (das 17:00h às 20:00h) e uma semana depois, no dia 15 de Março de 2010, estreou-se o novo magazine matinal La Mañana en Directo (das 9:30 às 13:00 horas).
No dia 13 de fevereiro de 2010 iniciou-se uma mudança de imagem corporativa com a mudança da decoração dos estúdios e novos grafismos. Estas mudanças, juntamente com a estreia dos novos magazines informativos, obedecem ao esforço do canal para desvincular-se da Noticias Cuatro (depois da fusão por absorção da Cuatro por parte da TeleCinco) para convertê-lo num canal de programas de actualidade e noticiários e deixar atrás a programação "tudonotícias" com as habituais rondas de informação.
Sobre o futuro da CNN+ na TDT, no início 2010 as informações foram contraditórias: enquanto em Janeiro de 2010 se indicava que a CNN+ abandonaria a TDT para a aparição de um novo canal de notícias da TeleCinco , em Março desse mesmo ano, no meio da renovação da programação do canal, informou-se que a CNN+ não se incluía no acordo de fusão entre a TeleCinco e Cuatro , já que a Gestevisión TeleCinco cedeu um dos seus 8 sinais de televisão para que a Prisa TV o gerisse na sua totalidade, para a emissão em aberto da CNN+.
Finalmente, no dia 10 de dezembro de 2010 confirmou-se a notícia de que o grupo PRISA encerraria o canal no dia 28 de Dezembro, passando todos os seus trabalhadores à agência de notícias Atlas, propriedade da TeleCinco.
Em 29 de dezembro de 2010, às 00:00, o canal foi substituído pelo canal Gran Hermano 24 Horas.